# 木防己
木防己（学名：Cocculus orbiculatus），又名鐵牛入石，同物異名細葉鐵牛入石，为防己科木防己属下的一个种。

## 扩展阅读
- 維基物種上的相關：木防己